# 带栉水母科
带栉水母科（学名：Cestidae），也称带水母科，是带栉水母目下的一个科。

## 下属分类
本科包括以下属：
- 带栉水母属 Cestum Lesueur, 1813
- 帆水母属 Velamen Krumbach, 1925